# Eduard Rosé

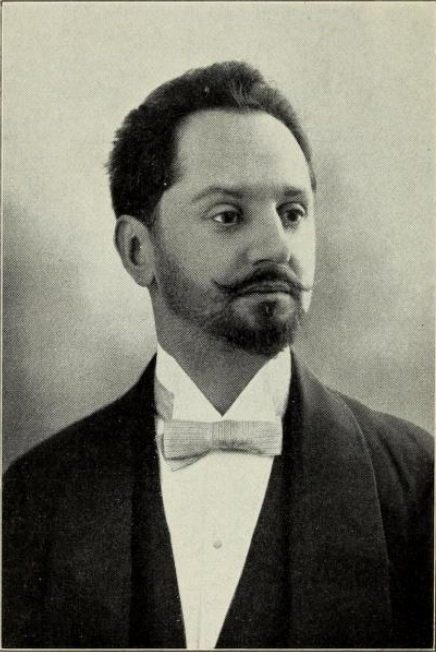

Eduard Rosé (geboren als Eduard Rosenblum am 29. März 1859 in Jassy, Rumänien; gestorben am 24. Januar 1943 im Ghetto Theresienstadt) war ein deutscher Cellist.

## Leben
Der gebürtige Eduard Rosenblum erhielt von 1876 bis 1879 seine künstlerische Ausbildung am Konservatorium der Gesellschaft der Musikfreunde in Wien, wo ihn Karl Udel und Reinhold Hummer im Cellospiel unterrichteten. Einer seiner Kommilitonen war Gustav Mahler. In der österreichischen Hauptstadt debütierte Rosenblum als Konzertmusiker am 11. Juli 1878. 1882 formte er mit Arnold Josef Rosé, einem seiner drei Brüder, und zwei weiteren Musikern das Rosé-Quartett und nannte sich fortan Eduard Rosé. Nach nur einem Jahr konzentrierte er sich auf seine Solokarriere. Rosé wirkte als Cellist an der Königlichen Oper von Budapest, am Bostoner Sinfonieorchester (1898), den Berliner Philharmonikern und schließlich (seit September 1900) am Staatsorchester Weimar. Am dortigen Deutschen Nationaltheater wurde Eduard Rosé zum Ersten Cellisten berufen und behielt diese Position bis zu seiner Pensionierung im Jahre 1926. In Weimars Musikhochschule gab Rosé Schülern auch Unterricht in Cello und Klavier.
Obwohl 1891 zum Protestantismus konvertiert, wurde Eduard Rosé ab 1933 von den soeben an die Macht gelangten Nationalsozialisten weiterhin als Jude angesehen und mit entsprechenden Beschränkungen belegt. Nachdem seine Ehefrau Emma Marie Eleanor Rosé-Mahler (1875–1933), die jüngste Schwester Gustav Mahlers, im Machtergreifungsjahr verstarb, war Eduard Rosé den Drangsalierungen und Repressionen der Nazis schutzlos ausgeliefert. 1941 wurde der Greis von der Gestapo zu einem scharfen Verhör abgeholt, da er sich geweigert hatte, in der Öffentlichkeit den seit diesem Jahr obligatorischen Judenstern zu tragen und einen Brief nicht mit dem seit 1938 für Juden verpflichtenden Zweitnamen „Israel“ unterzeichnet hatte. Danach musste der einst gefeierte Cellist in das für Juden reservierte, so genannte Ghettohaus in Weimars Belvederer Allee 6 umziehen. Sowohl er als auch seine Nichte Alma Rosé wurden schließlich deportiert. Am 20. September 1942 verschleppte man Eduard Rosé von dort in das Ghetto Theresienstadt, wo er als „Prominentenhäftling“ (Schwager Mahlers) eine Sonderstellung genoss. Hochbetagt verstarb der emeritierte Musiker dort in den Morgenstunden des 24. Januar 1943. Als offizielle Todesursache wurde „Enteritis Darmkatarrh“ angegeben. Seinen beiden Söhnen Wolfgang und Ernst gelang es in den Jahren 1939 und 1941 in die Vereinigten Staaten zu entkommen.

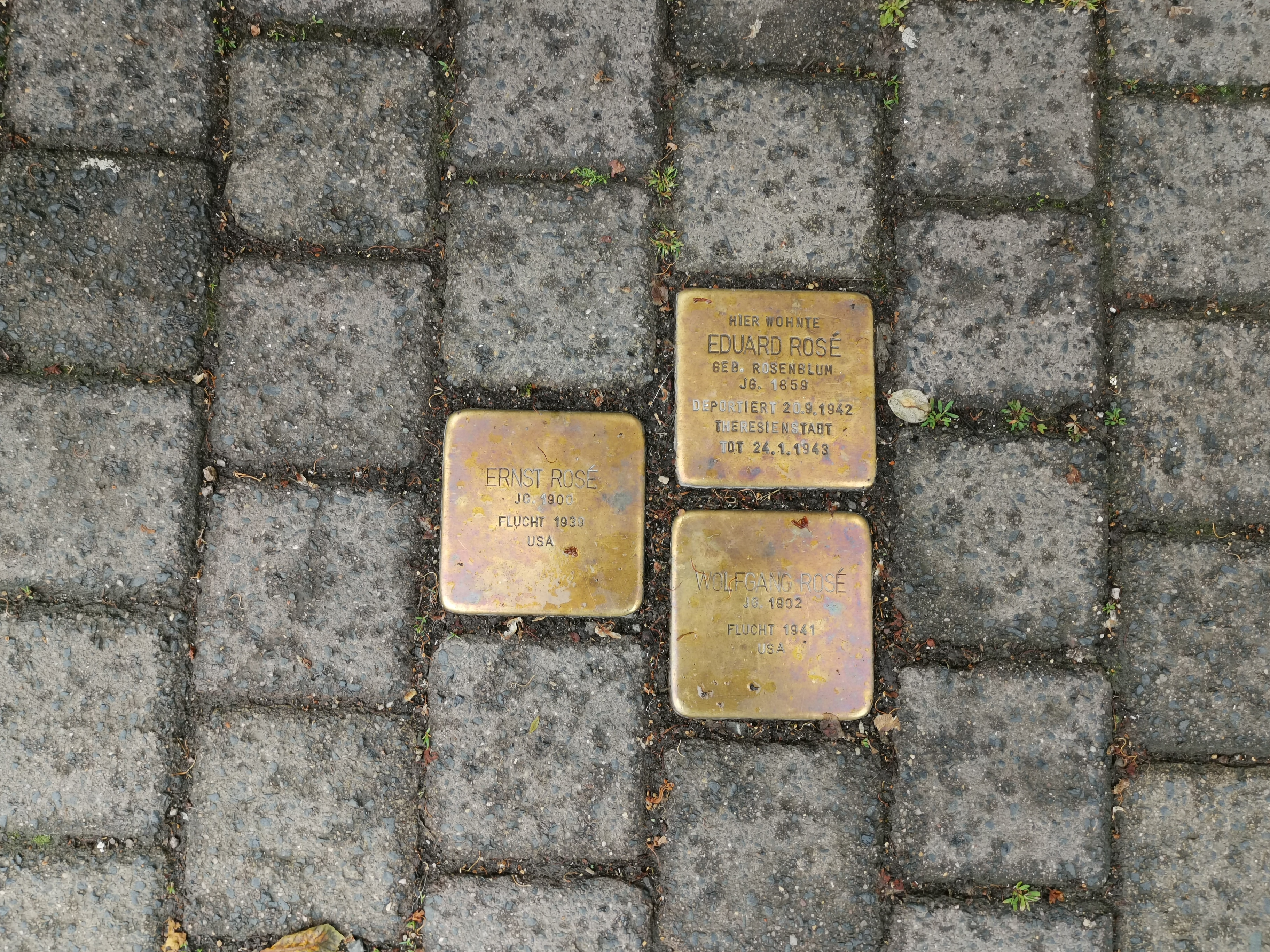
Stolpersteine

Für ihn und seine Söhne sind vor der Marienstraße 16 in Weimar Stolpersteine verlegt.